# Cesare Girardini
Cesare Girardini, né le 3 janvier 1934 à Valeggio sul Mincio en Vénétie,, est un coureur cycliste italien. Professionnel à la fin des années 1950, il s'est notamment classé deuxième d'une étape du Tour de Sicile 1958.

## Palmarès
- 1954
  - Medaglia d'Oro Fiera di Sommacampagna
  - 3e de Vicence-Bionde
- 1955
  - Medaglia d'Oro Fiera di Sommacampagna